# Naoya Tamura
Naoya Tamura (田村 直也 Tamura Naoya?), född 20 november 1984 i Tokyo prefektur, är en japansk fotbollsspelare.
Tamura började sin karriär 2007 i Vegalta Sendai. Han spelade 160 ligamatcher för klubben. 2014 flyttade han till Tokyo Verdy. Han avslutade karriären 2019.